# 久野久 (ピアニスト)
久野 久（くの ひさ、1886年（明治19年）12月24日 - 1925年（大正14年）4月20日）は、日本のピアニスト。文部省からの辞令で音楽留学したウィーンで投身自殺した。
琴や三味線、長唄などの邦楽が盛んだった明治時代にピアニストとして活躍し、「音楽の都」とされるオーストリア・ウィーンで演奏を果たしたことから「日本初のピアニスト」と称される。

## 経歴

### 生い立ち
1886年（明治19年）12月24日に滋賀県滋賀郡膳所町馬場（現：滋賀県大津市馬場）で質屋を営む裕福かつ大地主の家の娘として生まれる。3歳の頃に自宅近所の神社の階段で転倒し、片足に障害を負う。父親はかなりの高利貸しで周囲からの反感を買うことも多く、久は身体を大きく動かさないと歩けないのを理由に虐められることもあったという。経済的には不自由なく暮らせるも家庭には暗い影がさし、追い打ちをかけるように両親が亡くなった。孤独となった久は京都の叔父に引き取られ、叔父の勧めで自活のために邦楽を学ぶが、邦楽に限界を感じていた久を見かねた兄の勧めで15歳で東京音楽学校（現：東京芸術大学）へ入学し、幸田延に師事して初めてピアノを学ぶ。当初は成績不振で、教授から「君には無理だ」と退学も勧告されるほどだったが久は土下座して残留を頼み、様子を見ることになってからは真冬の練習室に一晩中籠り、寒さに身体を震わせながら鍵盤を叩き続けるなど、「他人が10練習すれば、100練習する」「他人が休むなら休まず復習する」気持ちで猛練習を行うと上達し、幸田からは「久野のピアニストとしての光栄は、嬢の頭上に王冠のごとく輝きし、のみならず、最後の勝利者となること、疑いなし」と新聞に掲載されるほどだった。

### 血染めの鍵盤
1910年（明治43年）には東京音楽学校の助教授に就任し、建築家の中條精一郎の娘であるユリにピアノを指導している。ユリとはのちに作家となる宮本百合子で、小説「道標」の中において久をモデルにした「川辺みさ子」を回想の場面で登場させている。1915年（大正4年）に自動車事故に巻き込まれて一時重体となるも復帰し、1917年（大正6年）には教授へ昇格する。さらに翌年には東京・上野の旧東京音楽学校奏楽堂で「ベートーヴェンの午后」と題するリサイタルでソナタ5曲を演奏し、大成功を収めた。
久は前述のように猛練習を課して上達したが、演奏スタイルも非常に激しいものだった。長時間にわたって鍵盤に向かい、指先が割れて流血しても演奏を止めることは無かったため、久の叩いた鍵盤は血に染まることが日常茶飯事だったという。身体を激しく動かすために髪を振り乱し、簪が飛んで着物が着崩れて汗が迸るほどだったと言われ、名実ともに国産ピアニスト第1号として世界制覇を嘱望されるようになる。中村紘子によれば、久の演奏法は指を大きく曲げ、手首を鍵盤の下まで下げるという独特のものだったという（「驚きももの木20世紀」より）。
しかし久は、知人に宛てた手紙で「西洋行きは望まない。西洋に行かずに充分な自信とこのまま日本にいたい我儘がある」と書いているが、明治政府は久に「日本の文化を世界に知らしめる」という使命を課し、文部省の海外研究員としてドイツ・ベルリンへ向かわせた。

### 突然の死去

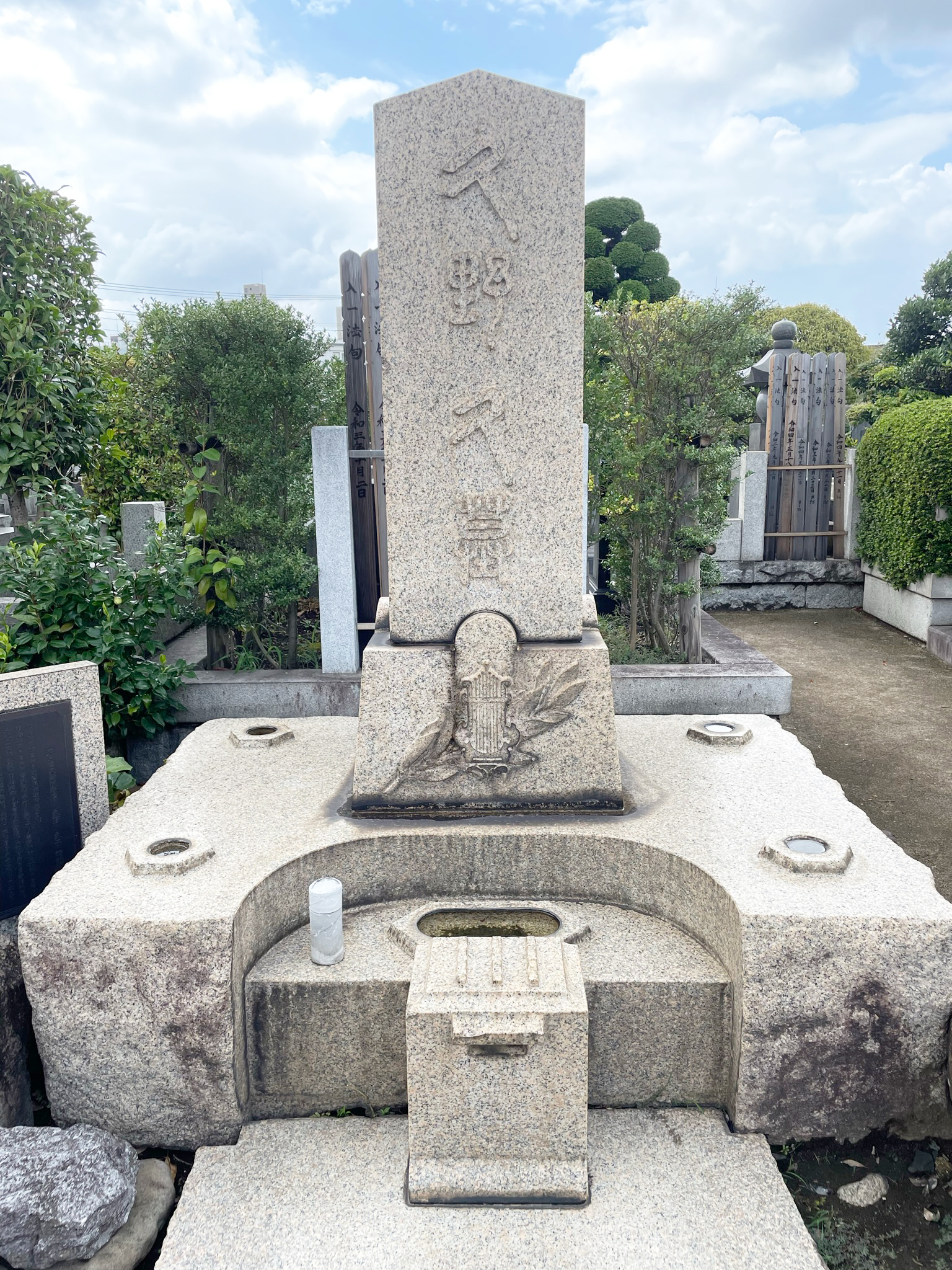
東京・伝通院にある墓（2023年撮影）

その後にオーストリア・ウィーンへ移るが、常に和服姿で過ごしたり、西洋式マナーを習得していない久の行動がヨーロッパの生活習慣に「全く無頓着」な行動として周囲から反発を受ける。自身の演奏に関しても、エミール・フォン・ザウアーからの教えを受けた際に基礎からのやり直しを言い渡されたことに絶望し、1925年（大正14年）4月20日未明に滞在していたバーデン・バイ・ウィーンのホテルの屋上から飛び降り、同日正午頃に搬送先の病院で死去、38歳没。久は飛び降りる際に着物姿で正装し、足が開かないように紐で両足を縛っていたという。東京都文京区にある伝通院に埋葬されている。
渡欧する前の1922年（大正11年）頃に、東京蓄音器株式会社でルートヴィヒ・ヴァン・ベートーヴェンの「ピアノソナタ第14番」を録音しているが、結果的にはこれが久の唯一の録音となってしまい、1926年（大正15年・昭和元年）に追悼盤としてリリースされた。また、1997年（平成9年）10月24日に放送された「驚きももの木20世紀」内において、「衝撃の自殺! 久野久の悲劇」で終楽章の一部が放送されているほか、現在は日本音声保存の「ロームミュージックファンデーション SPレコード復刻CD集 第4集」に収録されている。
久の演奏がヨーロッパで受け入れられなかったことについては、一般では当時の日本の演奏界の未熟さを示す例と見なされている。これに対し、音楽学者の渡辺裕は久の演奏について、当時のヨーロッパにおける演奏慣習にありがちなテンポの揺れがなく「楽譜通り」である点に注目し、むしろその後の主流となる原典主義の演奏法を先取りするものだったという見解を述べている。
一方、音楽学校時代からの友人であったピアニストの妹尾せい子は、自殺の原因を指にあると指摘。日本にいる頃から長年の練習や演奏により、指が丸く膨れ上がるほど痛めており、ピアニストとしての生命を奪われたのだと語っている。